# More than a Married Couple, but Not Lovers
More than a Married Couple, but Not Lovers (夫婦以上、恋人未満。?, Fūfu ijō, koibito miman, lett. "Più che marito e moglie, meno che amanti.") è un manga scritto e disegnato da Yūki Kanamaru, serializzato sulla rivista di manga seinen Young Ace, di Kadokawa Shoten, da marzo 2018. I capitoli sono stati raccolti e pubblicati in nove volumi tankōbon a partire da ottobre 2018.
Un adattamento anime, prodotto dallo studio Mother, è stato trasmesso in Giappone dal 9 ottobre al 25 dicembre 2022. I diritti internazionali al di fuori dell'Asia sono stati acquistati da Crunchyroll che ha pubblicato la serie in versione sottotitolata in vari Paesi del mondo, tra cui l'Italia.

## Trama
Jirō Yakuin è uno studente del terzo anno delle superiori introverso, che preferisce stare per sé e dedicarsi ai videogiochi piuttosto di una vita socialmente attiva. La scuola che frequenta prevede un programma di "formazione di coppia" (夫婦実習?, fūfu jisshū), che impone la convivenza con un partner, sorteggiato tra i compagni, come una coppia sposata. Lo scopo è far sviluppare agli studenti abilità sociali e civiche, ma il punteggio ottenuto durante questo periodo contribuisce alla media scolastica.
Jirō prova dei sentimenti per la sua amica d'infanzia, Shiori Sakurazaka, ed entrambi sperano di venir accoppiati insieme, ma invece viene abbinato ad Akari Watanabe, una gyaru che trova Jirō ripugnante (sentimento ricambiato dallo stesso) e preferirebbe fare coppia con il popolare idolo della scuola, Minami Tenjin che viene invece abbinato proprio a Shiori. Apprendendo che se ottengono il massimo del punteggio, le coppie possono cambiare partner, sia Jirō che Akari accettano di mettere da parte rancori e divergenze per lavorare insieme.
Man mano che il tempo passa, Jirō e Akari iniziano a sviluppare reciprocamente sentimenti più profondi ed entrambi non sono più consci di quali sentimenti sono reali e quali solo simulati. A complicare la situazione c'è anche Shiori, che rivela di essere innamorata di Jirō. Il punto di rottura viene raggiunto quando Akari confessa i propri sentimenti a Minami, che però la rifiuta con tatto, aiutandola a capire che il sentimento che prova per Jirō è più intenso. Con entrambe le ragazze che mirano ad avere Jirō per sé, quest'ultimo fatica a comprendere quale delle due dovrebbe perseguire.

## Personaggi

### Principali
Jirō Yakuin (薬院 次郎?, Yakuin Jirō)
Doppiato da: Seiichiro Yamashita (ed. giapponese)
Il protagonista maschile della serie, goffo, introverso e con una bassa autostima, ma molto gentile e premuroso. Ad inizio serie viene messo in coppia con Akari, ma il suo obiettivo è fare coppia con la sua amica d'infanzia Shiori. Per questo è disposto anche a comportarsi in modo educato e collaborare con Akari, come uno sposino modello. Man mano che convivono, nonostante i sentimenti per Shiori, si ritrova a sviluppare sentimenti più profondi anche per Akari, trovando sempre più difficile lasciarla andare.
Akari Watanabe (渡辺 星?, Watanabe Akari)
Doppiata da: Saori Ōnishi (ed. giapponese)
Protagonista femminile della serie che diventa la compagna di Jirō durante l'allenamento di coppia. Nonostante appaia come una gyaru dalla natura estroversa e sicura di sé, in realtà è una ragazza molto timida, dolce e gentile con le persone care. Il suo obiettivo è diventare la compagna di Minami nell'allenamento e per questo mette da parte l'iniziale astio nei confronti di Jirō, per comportarsi come una sposa ben educata. Tuttavia lentamente perde la sua cotta per Minami, innamorandosi veramente di Jirō. Il suo nuovo obiettivo diviene allora quello di conquistarlo, ma fatica a mettere in chiaro i suoi sentimenti, ostacolata anche dalle insicurezze di Jirō.
Shiori Sakurazaka (桜坂 詩織?, Sakurazaka Shiori)
Doppiata da: Saki Miyashita (ed. giapponese)
Amica d'infanzia di Jirō e sua cotta fin da allora. Composta, timida e gentile, Shiori è una bellissima ragazza che finisce per diventare la compagna di Minami nell'allenamento di coppia. All'insaputa di Jirō, anche lei è innamorata di lui e spera di raggiungere un punteggio abbastanza alto da poter scambiare Minami con lui. La sua migliore amica è Mei, della quale ignora i reali sentimenti.

### Secondari
Minami Tenjin (天神 岬波?, Tenjin Minami)
Doppiato da: Toshiki Masuda (ed. giapponese)
Idolo scolastico popolare e apprezzato, Minami è l'oggetto delle attenzioni di molte ragazze, inclusa Akari, che spera di diventare la sua compagna durante l'allenamento di coppia. Diviene invece il partner di Shiori. Durante un'uscita scolastica riceve una dichiarazione da Akari, ma gentilmente la respinge rivelando che ha dei sentimenti non corrisposti per un'altra ragazza, Nozomi, sua ex tutrice che però finì per sposare suo fratello maggiore. Questo l'ha lasciato disilluso e indifferente verso l'amore. In questa conversazione Minami aiuta Akari a realizzare che ora è innamorata di Jirō e le augura buona fortuna nel conquistare il suo cuore.
Sadaharu Kamo (加茂 貞春?, Kamo Sadaharu)
Doppiato da: Sho Nogami (ed. giapponese)
Il migliore amico di Jiro al liceo, l'unica persona con cui Jiro si aprirà nonostante la sua natura introversa. Come Jirō, anche Sadaharu ha una pessima fortuna con le donne, preferendo che le donne siano "2D" invece che reali in modo che non possano finire per ferire i suoi sentimenti. Nonostante questo, Sadaharu è una brava persona in fondo e farà di tutto per aiutare il suo amico a risolvere un problema.
Sachi Takamiya (高宮 サチ?, Takamiya Sachi)
Doppiata da: Minami Takahashi (ed. giapponese)
Una delle migliori amiche di Akari, estroversa e decisa, ma più saggia di quanto lasci intendere. Di solito la si vede insieme a Natsumi, in quanto entrambe le ragazze contribuiscono a dare ad Akari preziosi consigli.
Natsumi Ōhashi (大橋 ナツミ?, Ōhashi Natsumi)
Doppiata da: Azumi Waki (ed. giapponese)
Una delle migliori amiche di Akari, un po' svampita ma dal cuore gentile. Di solito è insieme a Sachi, in quanto entrambe le ragazze contribuiscono a dare ad Akari vari consigli.
Shū Terafune (寺船 周?, Terafune Shū)
Doppiato da: Shūichi Uchida (ed. giapponese)
Compagno di scuola e amico di Minami, con una cotta per Akari. Odia Jirō per la sua indecisione nei confronti di Akari, nonostante sia sua "moglie", e dichiara che lotterà per l'amore di Akari e la porterà via a Jirō.
Mei Hamano (浜野 めい?, Hamano Mei)
Doppiata da: Yui Ogura (ed. giapponese)
La migliore amica di Shiori. Gentile e solidale, ma anche dura e leale quando serve. Incoraggia Shiori a lottare per l'amore di Jirō, nonostante lui sia in coppia con Akari. Come Shū, anche lei trova che l'indecisione di Jirō sia dannosa, ed esorta Jirō a lottare per ciò che vuole.

## Media

### Manga
Il manga  è scritto e disegnato da Yūki Kanamaru. La serie è serializzata sulla rivista seinen Young Ace, di Kadokawa Shoten a partire dal 2 marzo 2018. I capitoli sono raccolti e pubblicati in volumi tankōbon, con il primo uscito il 26 ottobre 2018. Al 4 ottobre 2022 sono stati pubblicati nove volumi.

#### Volumi
| Nº | Data di prima pubblicazione | Data di prima pubblicazione | Data di prima pubblicazione |
| Nº | Giapponese                  | Giapponese                  |                             |
| -- | --------------------------- | --------------------------- | --------------------------- |
| 1  | 26 ottobre 2018             | ISBN 978-4-04-107484-8      |                             |
| 2  | 26 marzo 2019               | ISBN 978-4-04-108019-1      |                             |
| 3  | 26 settembre 2019           | ISBN 978-4-04-108590-5      |                             |
| 4  | 3 aprile 2020               | ISBN 978-4-04-109101-2      |                             |
| 5  | 4 novembre 2020             | ISBN 978-4-04-110704-1      |                             |
| 6  | 4 giugno 2021               | ISBN 978-4-04-111364-6      |                             |
| 7  | 3 dicembre 2021             | ISBN 978-4-04-112113-9      |                             |
| 8  | 2 maggio 2022               | ISBN 978-4-04-112483-3      |                             |
| 9  | 4 ottobre 2022              | ISBN 978-4-04-112962-3      |                             |
| 10 | 2 maggio 2023               | ISBN 978-4-04-113389-7      |                             |

### Anime
Un adattamento anime è stato annunciato il 22 novembre 2021. La serie televisiva prodotta dallo studio Mother e diretta da Junichi Yamamoto, con Takao Kato come direttore principale, Naruhisa Arakawa alla sceneggiatura, Chizuru Kobayashi al character design e Yuri Habuka che ha composto la colonna sonora. In Giappone è stato trasmesso in televisione 9 ottobre al 25 dicembre 2022 su AT-X e altri canali. La sigla di apertura, True Fool Love, è eseguita da Liyuu, mentre la sigla di chiusura, Stuck on You, è eseguita da Nowlu. Crunchyroll ha acquisito i diritti della serie per il mercato occidentale, trasmettendo in streaming simulcast la serie sottotitolata in varie lingue, italiano compreso.

#### Episodi
| Nº | Titolo italiano Giapponese 「Kanji」 - Rōmaji                                                                       | In onda          | In onda |
| Nº | Titolo italiano Giapponese 「Kanji」 - Rōmaji                                                                       | Giapponese       |         |
| 1  | Più che inquilini, ma meno che conviventi. 「同居以上、同棲未満。」 - Dōkyo Ijō, Dōsei Miman.                       | 9 ottobre 2022   |         |
| 2  | Più che fantasia, ma meno che realtà. 「妄想以上、現実未満。」 - Mōsō Ijō, Genjitsu Miman.                          | 16 ottobre 2022  |         |
| 3  | Più che rottura, ma meno che riconciliazione. 「破局以上、復縁未満。」 - Hakyoku Ijō, Fukuen Miman.                 | 23 ottobre 2022  |         |
| 4  | Più che eroe, ma meno che protagonista. 「勇者以上、主人公未満。」 - Yūsha Ijō, Shujinkō Miman.                     | 30 ottobre 2022  |         |
| 5  | Più che epistassi, ma meno che bacio. 「鼻血以上、キス未満。」 - Hanaji Ijō, Kisu Miman.                            | 6 novembre 2022  |         |
| 6  | Più che casti, ma meno che santerelli. 「童貞以上、処女未満。」 - Dōtei Ijō, Shojo Miman.                           | 13 novembre 2022 |         |
| 7  | Più che fuochi d'artificio, ma meno che abbraccio. 「花火以上、抱擁未満。」 - Hanabi Ijō, Hōyō Miman.               | 20 novembre 2022 |         |
| 8  | Più che una supplica, ma meno che sollievo. 「哀願以上、安心未満。」 - Aigan Ijō, Anshin Miman.                     | 27 novembre 2022 |         |
| 9  | Più che amica d'infanzia, ma meno che prima scelta. 「幼なじみ以上、本命未満。」 - Osananajimi Ijō, Honmei Miman.   | 4 dicembre 2022  |         |
| 10 | Più che already, ma meno che yet. 「already以上、yet未満。」 - Ōruredi Ijō, Yetto Miman.                            | 11 dicembre 2022 |         |
| 11 | Più che una dichiarazione, ma meno che un cuore infranto. 「告白以上、失恋未満。」 - Kokuhaku Ijō, Shitsuren Miman. | 18 dicembre 2022 |         |
| 12 | Amore incompleto. 「以上、恋愛未満。」 - Ijō, Ren'ai Miman.                                                         | 25 dicembre 2022 |         |